# Bambusiphila distincta
Bambusiphila distincta är en fjärilsart som beskrevs av W. Warren 1911. Bambusiphila distincta ingår i släktet Bambusiphila och familjen nattflyn. Inga underarter finns listade i Catalogue of Life.